# Kärlekens väg
Kärlekens väg: En mässa är ett livealbum av rockgruppen Eldkvarn, utgivet 27 oktober 2010.
Albumet är inspelat 12 mars 2010 vid en mässa i Annedalskyrkan i Göteborg, och är den tredje liveskiva som Eldkvarn spelat in i samma kyrka. Bandet var vid detta tillfälle utökat med Kattis Olsson Lundberg på fiol. Mässans tema är livets väg, och den innehåller bland annat de långa låtarna "Alice" och "27", som utspelar sig i låtskrivaren Plura Jonssons hemstad Norrköping.

## Låtlista
Musik och text av Plura Jonsson
| Nr | Titel                             | Längd | Ursprungligt album     |
| -- | --------------------------------- | ----- | ---------------------- |
| 1. | Bröllopssång                      | 5:36  | Hunger Hotell          |
| 2. | Alice                             | 8:22  | Himmelska dagar        |
| 3. | Skiss över Änglarna från Cadaqués | 3:12  | Karusellkvällar        |
| 4. | Nerför floden                     | 4:54  | Kungarna från Broadway |
| 5. | 27                                | 12:17 | Limbo                  |
| 6. | Ut i det blå                      | 7:11  | Lyckliga tider         |
| 7. | Chevrolet                         | 5:20  | Pluralism              |
| 8. | Kommit hem                        | 4:27  | Hunger Hotell          |
| 9. | Huvudet högt                      | 3:41  | Limbo                  |

## Listplaceringar
| Lista   | Topplacering |
| ------- | ------------ |
| Sverige | 9            |